# Xangô do Salgueiro
Júlio Expedito Machado Coelho (18 de abril de 1939 - Rio de Janeiro, 25 de março de 2007), conhecido como Xangô do Salgueiro, foi um destaque de escola de samba do Rio de Janeiro.

## Biografia
Formado em Direito, Sociologia e História, era professor e em 1962 foi convidado por um de seus alunos para desfilar pelo Salgueiro. Repetiu a experiência nos anos seguintes e, no carnaval de 1969, quando a escola tijucana apresentou o enredo Bahia de Todos os Deuses, fantasiou-se pela primeira vez como o orixá Xangô.
Com a conquista do título pelo Salgueiro, Júlio Coelho passou a desfilar todos os anos como Xangô, até 2007, ano da sua morte.
Recebeu em 2006 a medalha Tiradentes da Assembleia Legislativa do Estado do Rio de Janeiro.

## Premiações
- Estandarte de Ouro

1. 1994 - Personalidade do Ano [4]